# كارل آجي راسموسن
كارل آجي راسموسن (بالدنماركية: Karl Aage Rasmussen)‏ هو ملحن دنماركي، ولد في 13 ديسمبر 1947.

## وصلات خارجية
- كارل آجي راسموسن على موقع IMDb (الإنجليزية)
- كارل آجي راسموسن على موقع ميوزك برينز (الإنجليزية)
- كارل آجي راسموسن على موقع ديسكوغز (الإنجليزية)